# 一号橋駅
一号橋駅（いちごうきょう-えき）は中華人民共和国天津市河東区に位置する天津地下鉄9号線の駅。

## 駅構造
- 相対式ホーム2面2線の高架駅。ホームは3階、改札口は2階にある。

| ホーム (3F) | 相対式ホーム               |
| ホーム (3F) | ←■9号線 中山門・天津駅方面 |
| ホーム (3F) | ■9号線 泰達・東海路方面→   |
| ホーム (3F) | 相対式ホーム               |

## 歴史
- 2004年5月25日 - 開業。
- 2005年4月28日 - 一時閉鎖。
- 2006年3月1日 - 再開業。

## 隣の駅
- ■9号線

中山門駅 - 一号橋駅 - 二号橋駅
座標: 北緯39度05分42秒 東経117度16分36秒 / 北緯39.0951度 東経117.2766度